# Mark Lackie
Pour les articles homonymes, voir Lackie.
Mark Andrew Lackie, né le 23 mars 1967 à Saint-Jean (Nouveau-Brunswick), est un patineur de vitesse sur piste courte canadien. 

## Palmarès
- Jeux olympiques d'hiver de 1992 à Albertville
  -  Médaillé d'argent en relais sur 5 000 m